# Brixton Academy
Brixton Academy, oficialmente llamado O2 Academy, Brixton en la actualidad, es una de las más importantes salas de conciertos de la ciudad de Londres. Se encuentra situada en el 211 de Stockwell Road, en el barrio de Brixton del municipio londinense de Lambeth.

## Historia

### Inicios
El edificio, diseñado por el arquitecto Thomas Somerford, abrió sus puertas en 1929 como cine y teatro bajo el nombre de The Astoria. El 29 de julio de 1972, la sala de cine cerró y el Astoria se convirtió en sala de conciertos bajo el nombre de Sundown Centre. Sin embargo, la experiencia fracasó y tan solo unos meses más tarde echaba el cierre definitivo.
En 1974 se planeó demoler parcialmente el edificio para construir una gasolinera y un almacén de recambios para automóviles que finalmente no se llevó a cabo. El viejo Astoria fue utilizado entonces como almacén por la compañía cinematográfica Rank Organisation.
En 1981, tras una remodelación interior, el edificio se volvió a abrir como sala de conciertos, esta vez bajo el nombre de The Fair Deal. Pese a acoger eventos tan relevantes como el concierto de The Clash, el 30 de julio de 1982, la sala volvió a cerrar debido a las deudas.

### The Brixton Academy
En 1983, un joven de apenas 23 años llamado Simon Parkes, sin ninguna experiencia en la organización de conciertos, logró convencer a los propietarios del local, dueños a su vez de una conocida marca de cerveza, para que le vendieran el ruinoso edificio por la simbólica cifra de 1 libra. A cambio, les ofrecía un contrato por el que se comprometía a vender durante una década cerveza exclusivamente de su marca.
Convertido ya en Brixton Academy, la reapertura de la sala no fue tarea sencilla. El barrio, situado al sur de Londres era un área de profundos problemas económicos y sociales, desempleo, criminalidad, pobres viviendas y carencia de servicios sociales en una zona con una predominante comunidad afrocaribeña. Estaban todavía muy cercanos los disturbios raciales de 1981 que terminaron con centenares de heridos y con una treintena de edificios incendiados. Por todos estos motivos, se hizo imposible la contratación de bandas, que se negaban a llevar a su público hasta Brixton. Parkes entonces tomó una decisión: "Si no pueden traer a su público para aquí, serviremos al público que ya está aquí". De esta manera el Brixton Academy comenzó programando conciertos de bandas de Reggae como Burning Spear, Dennis Brown y Yellowman.
En 1984, The Clash realizaron en la sala una serie de conciertos en apoyo de la huelga minera que paralizó en gran medida la industria del carbón del Reino Unido entre 1984 y 1985. Después de eso, Brixton Academy se convirtió en la sala para las causas políticas o para las bandas que iban en contra de lo establecido. Se organizaron eventos a favor de Nicaragua y en contra del régimen del apartheid.
Fue de las primeras salas británicas en apostar por el Hip-Hop, trayendo desde Estados Unidos a las primeras estrellas del rap como Schooly D y N.W.A, Run DMC o Public Enemy.
En 1989 The Brixton Academy fue la primera sala de Gran Bretaña en conseguir una licencia de apertura hasta las seis de la mañana para organizar Raves legales.Durante los primeros años 90 fue la sala escogida por los grupos estadounidenses de grunge para actuar en Inglaterra. Por allí pasaron Sonic Youth, Pixies, Pavement o Nirvana.
En abril de 1994, se habían programado cuatro conciertos del grupo Nirvana. A falta de unos días para las actuaciones, con todas las entradas vendidas, se recibió la noticia de la muerte de Kurt Cobain. La devolución del importe de las entradas hubiera supuesto la quiebra para la sala, sin embargo, su propietario, Simon Parkes, hizo correr el rumor de que la compañía estaba recibiendo peticiones de entradas de fanes de todo el mundo que deseaban quedárselas como recuerdo. Este bulo logró que tan solo se devolvieran un 20 % de las entradas vendidas y que la sala se salvara de la quiebra.
Con los años, la sala fue ganando prestigio hasta convertirse en una importante referencia cultural londinense. Entre 1994 y 2007 fue elegida doce veces como la mejor sala de conciertos del Reino Unido por los NME Awards. Se han grabado decenas de álbumes en directo, muchos de ellos llamados En vivo en la Academia Brixton (Live at the Brixton Academy). Bandas como Rammstein, Iron Maiden, The Clash, Deborah Harry, The Prodigy, Arcade Fire, Nine Inch Nails, Bob Dylan, Hard-Fi y Sex Pistols han llegado a actuar en la sala cinco noches consecutivas.

## Álbumes grabados en Brixton Academy
- 1984, Live at the Academy, Brixton, (Gregory Isaacs).
- 1987, Academy  (New Order).
- 1988, See You Up There  (Stiff Little Fingers).
- 1990, Live at the Brixton Academy (Faith No More).
- 1992, Weird's Bar & Grill (Pop Will Eat Itself).
- Live at the Brixton Academy (The Brian May Band).
- 1995, MTV Unplugged (Hole).
- 1999, Live at Brixton Academy  (Atari Teenage Riot).
- 2000, Live at the Brixton Academy (Sizzla).
- 2000, Live At Brixton Academy December (David Gray).
- 2000, Live at Brixton Academy (Motörhead)
- 2002, Under a Pale Grey Sky (Sepultura) último concierto de Max Cavalera.
- 2003, Hellalive, (Machine Head).
- 2001, Scarred: Live at Brixton Academy, (Gary Numan).
- 2001, The Ultimate Collection including Live at the Brixton Academy (The Pogues).
- 2003, Live at Brixton Academy  (Inspiral Carpets).
- 2003, Live in London (Judas Priest).
- 2004, Satan’s Circus (Death in Vegas).
- 2004, Rumble In Brixton (Stray Cats).
- 2004, Live at Brixton Academy (Dido).
- 2004, Live at Brixton Academy (Good Charlotte).
- 2004, Live at Brixton Academy (Groove Armada).
- 2005, Völkerball (Rammstein) parte del disco grabado en el Brixton Academy.
- 2005, Moby grabó su concierto y lo puso a la venta en la propia sala tras el concierto.
- 2006, The Poison: Live at Brixton (Bullet for My Valentine).
- 2006, Damian Marley, Live at the Brixton Academy (Damian Marley).
- 2007, Live at Brixton Academy London (Alexisonfire).
- 2008, Live in the UK 2008 (Paramore).
- 2008, Edgy In Brixton (The Fratellis).
- 2008, Live In The UK at Brixton Academy (The Wombats), grabado y distribuido inmediatamente después del concierto.
- 2004 Live from Brixton Academy (Kasabian).
- 2004, Live at Brixton Academy (Pixies).
- 2007, There Will Always Be an England (Sex Pistols).
- 2008, Jimmy Eat World.
- 2009, Europe 2009 (Dave Matthews Band).
- Pendulum: Live at Brixton Academy (Pendulum)
- 2012, Live At Brixton (Mastodon)
- 2012, Live at Brixton Academy (Chase and Status).
- 2012, Passing The Baton (Faithless).
- 2012, Beacon (Two Door Cinema Club).
- 2013, Live From Brixton And Beyond (Asking Alexandria).
- 2013, Live at brixton (Of Mice & Men).
- 2014, Les Enfants Sauvages (Live at Brixton Academy) (Gojira (Banda)).
- 2018, 23 Live at Brixton Academy (Frank Carter & the Rattlesnakes).
- 2018, Meet You There Tour Live 5 Seconds of Summer.